# Kapary cierniste

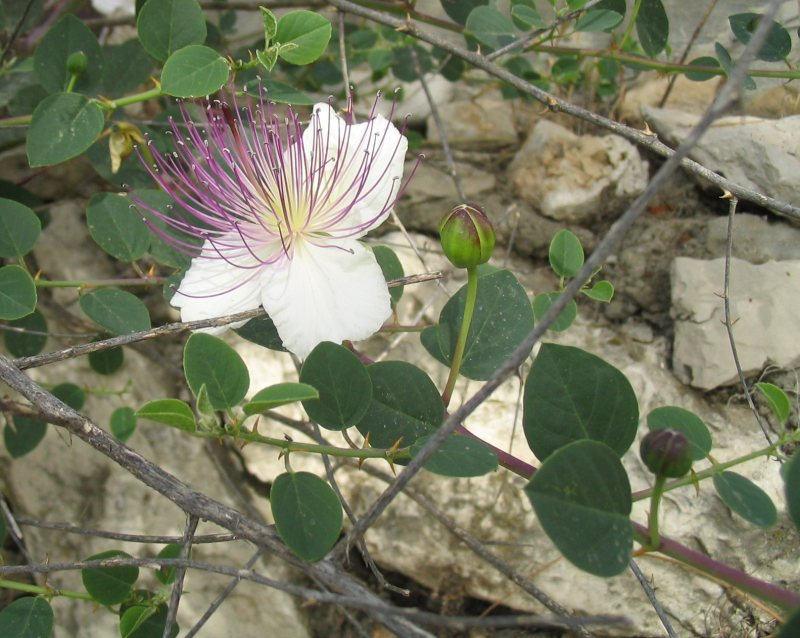
Kwiat

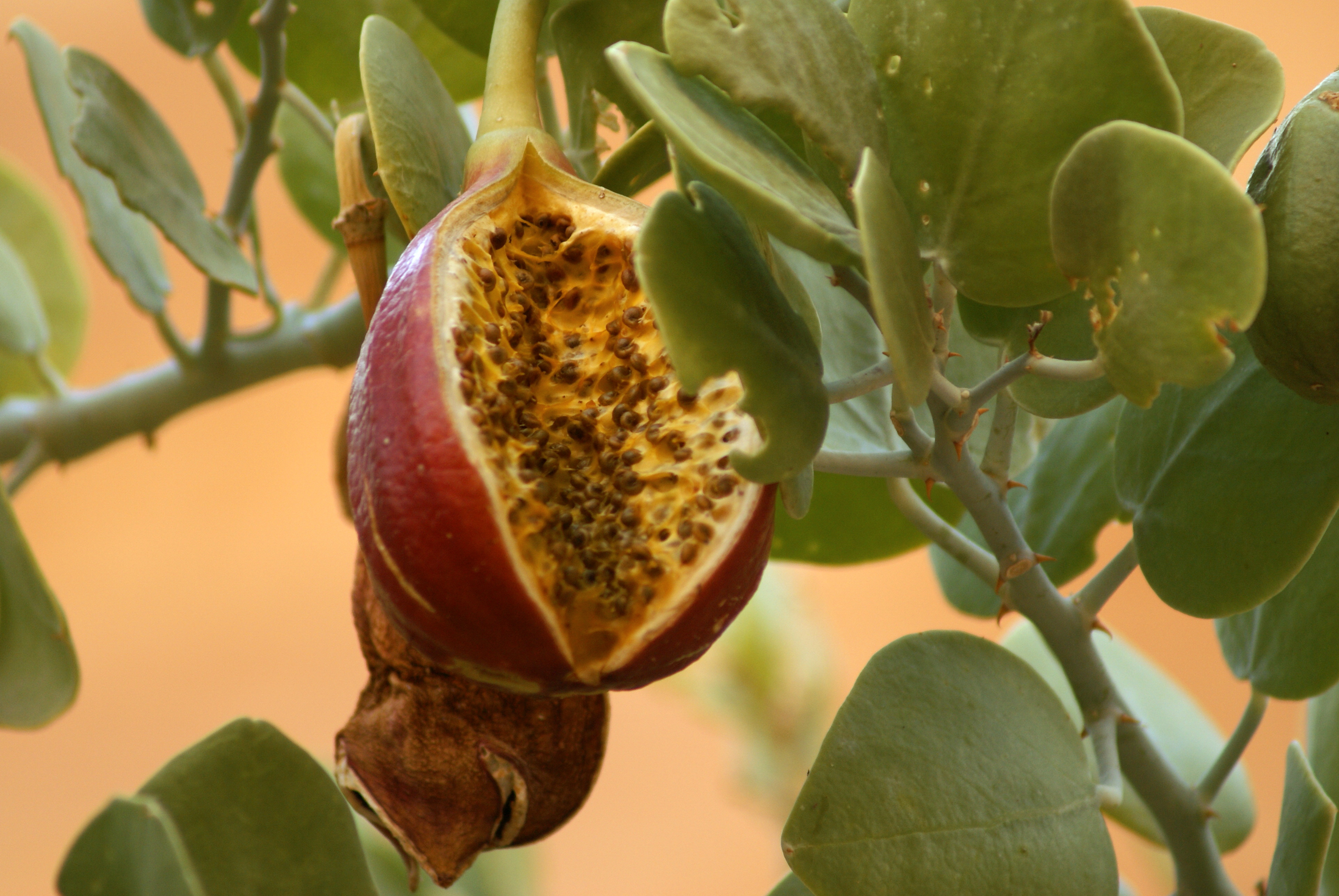
Otwierający się owoc

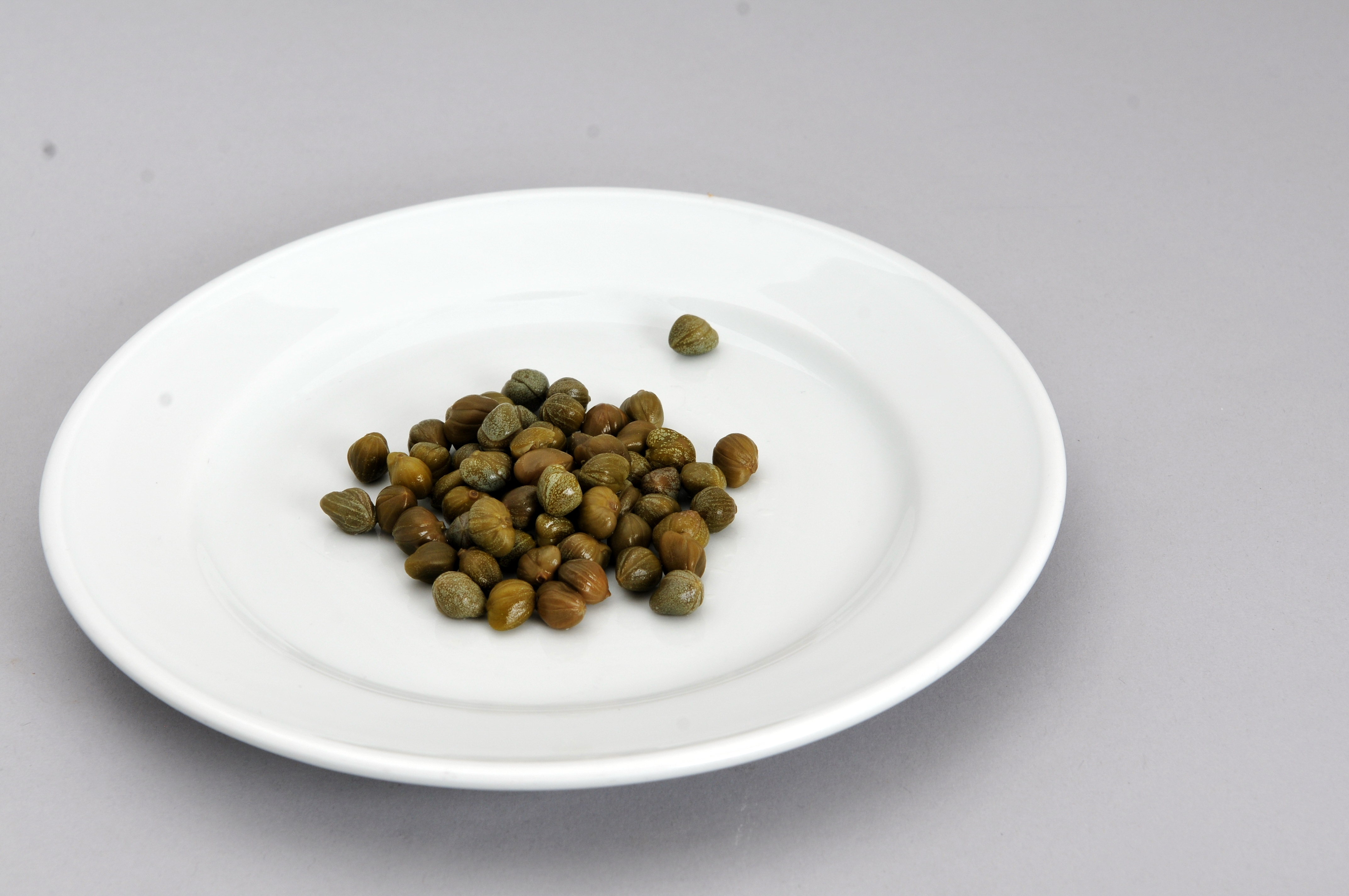
Kapary przyprawa

Kapary cierniste, kapar ciernisty (Capparis spinosa L.) – gatunek roślin należący do rodziny kaparowatych. Występuje w rejonie śródziemnomorskim i Azji Mniejszej, sięgając po Himalaje, ale także w Azji tropikalnej (Pakistan, Indonezja, Filipiny), w Australii i na niektórych wyspach Pacyfiku (Guam, Vanuatu, Wyspy Salomona).

## Morfologia
PokrójNiski, zimozielony krzew do 1 m wysokości. Jego częściowo rózgowate pędy o długości do 2 m płożą się na skałach.
LiścieOwalne, ogonkowe. Małe przylistki osadzone u nasady ogonka w większości przekształcone są w krótkie ciernie.
KwiatyOsadzone pojedynczo na długich szypułkach wyrastających z nasady ogonka liściowego, białe lub różowe, duże, o śr. do 7 cm. Kielich czterodziałkowy, cztery płatki korony, pręciki liczne, z czerwonymi nitkami, słupek jeden. Kwitnie w lipcu i sierpniu.
OwocWielonasienna jagoda wielkości śliwki.

## Skład chemiczny
Owoce zawierają około 18% białka i około 36% tłuszczu, nasiona – do 30% tłuszczu. Liście i pąki kwiatowe wyróżniają się znaczną zawartością związków fenolowych, zwłaszcza rutyny, której w liściach jest średnio 1350 mg na 100 g świeżej masy, a w pąkach ok. 700 mg na 100 g świeżej masy.

## Zastosowanie
- Jego pąki kwiatowe stanowią przyprawę o słodko-kwaśnym, lekko pikantnym smaku. Po zakonserwowaniu w soli, occie, oliwie lub winie nazywane są kaparami lub kaparkami[7]. Pikantny smak zawdzięczają łatwo ulatniającej się rutynie. Gotowe kapary są ciemnozielone z jasnymi kropkami, są wielkości ziaren grochu. Stosuje się je[6]:
  - do przyrządzania marynat, majonezów,
  - do zimnych – mięs, sosów,
  - do sałatek rybno-mięsnych,
  - do jajek, potraw z pomidorami.
- Jadalną częścią rośliny są również marynowane owoce[6], tzw. „jabłuszka kaparowe”.

## Obecność w kulturze
Gatunek ten jeden raz wymieniony jest w Biblii. W Księdze Koheleta (12,5) jest zdanie: „i pękać będą kapary, bo zdążać będzie człowiek do swego wiecznego domu”. Zdaniem badaczy biblistów kapary w Biblii są symbolem ludzkiej kondycji, ich nagle pękające dojrzałe owoce mogą być kojarzone z niespodziewaną śmiercią człowieka.